# Regió del Karabakh
El Karabakh o Kara Bagh és una regió del sud-oest de l'Azerbaidjan. La població era fins fa poc de majoria armènia. Les muntanyes de la regió superen en molts casos els 3.500 metres.
El nom de la regió és d'origen turc-persa i significa ‘jardí negre’.
El Karabakh està dividit, convencionalment, en tres regions: l'Alt Karabakh, que es correspon sobretot amb l'actual Nagorno-Karabakh; el Baix Karabakh, l'estepa entre el riu Kura i l'Araxes, i els pendents orientals de les muntanyes de Zanguezur, aproximadament les províncies de Siunik i Kashatag.

## Història
El Karabakh fou l'antiga regió d'Arran. Hi havia a la zona els principats armenis d'Artsakh i la Siunia que foren eliminats pels seljúcides el 1166. Els mongols van donar a la regió de l'Arran el nom de Karabagh-i Arran i va pertànyer al kanat dels il-kànides. El 1340 va passar als jalayírides i el 1382 la va conquerir Tamerlà. El 1405 va passar als qara qoyunlu i el 1468 als aq qoyunlu.
El safàvida Haydar ibn Djunayd va dominar la regió des de 1488 fins que el 1502 va passar formalment a Pèrsia quan es va establir el domini de la dinastia sobre tot el país; els turcs, que ja dominaven una part des del 1516, van ocupar la regió el 1588 sota Murad III però els perses la van recuperar el 1620 sota Abbas el Gran. En aquest temps el domini efectiu el tenia la família turcmana dels Djewanshir descendents de la tribus afshàrida dels oghuz, i el seu kan fou llavors vassall de Pèrsia. El 1723 va ser ocupada per primer cop pels russos però va tornar a Pèrsia el 1732. El 1747, a la mort de Nadir Shah, el kanat de Karabagh va esdevenir de fet independent i va intentar resistir als qadjars que finalment van ocupar la capital Shusha el 1797. El kanat va esdevenir vassall dels xas qajars de Pèrsia fins al tractat de Gulistan que el va deixar dins les fronteres russes, i llavors va ser un feu rus fins al 1822 en què Rússia el va annexionar i va formar part del govern de Bakú fins a 1868 i després del govern de Elizavetpol o Gandja.
Va pertànyer a l'Imperi Rus fins al 1917/1918 seguint llavors els passos de la República Federal de Transcaucàsia i primera república d'Armènia. El setembre del 1920 Armènia va haver de cedir la regió de Siunia i Zangezur i l'alt Karabagh (a l'est) a l'Azerbaidjan. Les forces militars armènies a la regió no van acceptar la decisió i proclamaren la república autònoma de Siunik. Després de la proclamació de la República Soviètica d'Armènia el 1921, la república de Siunik proclamà la seva independència com a República de l'Armènia Muntanyosa, però solament abraçava part de l'Alt Karabakh (al Sud de Zangezur) ja que la resta ja havia estat ocupat. Després d'uns mesos de resistència les autoritats de la República van fugir cap a l'Iran. El territori va quedar integrat a la República Soviètica de l'Azerbaidjan esdevinguda República Socialista Soviètica de l'Azerbaidjan com a part constituent de la República Federal Socialista Soviètica de Transcaucàsia, membre constituent de la Unió Soviètica, inclosa la major part del Karabagh. El 1923 una gran part de la regió va ser constituïda en Óblast Autònoma de Nagorno-Karabakh (Alt Karabakh o Karabakh Muntanyós). El govern de l'óblast i el govern local de la regió de Shahumyan (fora de l'óblast però també de majoria armènia) van declarar la seva separació de l'Azerbaidjan i la seva unió a Armènia. El desembre de 1991 un referèndum va establir la creació d'un estat independent. Això va portar a la guerra entre els armenis locals, amb suport de la República ara independent d'Armènia, i les autoritats de l'Azerbaidjan, i al cap de tres anys els armenis havien expulsat als àzeris de tota la regió tant l'óblast, com l'anomenat corredor de Latxín (que separa Armènia de l'óblast autònoma) i territoris de la rodalia, mentre els àzeris havien expulsat als armenis de Shahumyan (1994). La situació restava estancada, fins que en el 2023 els àzeris van reprendre el control d'aquesta regió, recuperant el dret internacional i la legitimitat azerbaidjanesa, tornant sota els seu control els seus territoris internacionalment reconeguts per tots els estats del món, inclosa Armènia i expulsant la població armènia invasora, que va governar aquesta regió de forma il·legal i il·legítima durant gairebé 34 anys, del 1992 i fins gairebé 2024.